# Гідрогеологія Афганістану
На території Афганістану виділяється Північно-Афганська та Південно-Афганська артезіанські області, а також Центральноафганська гідрогеологічна складчаста область. 
Складна геологічна будова, своєрідність гідрогеологічних, геохімічних та кліматичних умов в країні обумовили розвиток тут таких видів мінеральних вод: 
- вуглекислих (азотно-вуглекислих) холодних і термальних, приурочених до зон глибинних розломів;
- азотних термальних – до зон тріщинуватості в контактах гранітних масивів;
- сульфідних термальних вод нафтогазоносних структур, гіпсоносних та соленосних відкладів.

У холодних вуглекислих тріщинно-жильних водах деяких джерел виявлені промислові концентрації рідкісних елементів. 
На заході та в центрі країни знаходяться соляні озера, ропа яких містить підвищений вміст літію та бору.